# Psychodrama
Psychodrama è l'album di debutto del rapper e cantautore britannico Dave, pubblicato l'8 marzo 2019.
Il concept album segue la narrativa di una sessione di terapia, in cui sono descritte le lotte di Dave con la salute mentale, in particolare la depressione, i problemi e le questioni come l'abuso domestico e la disuguaglianza razziale.
È stato supportato dai singoli Black, pubblicato il 21 febbraio 2019 e Streatham, pubblicato il 7 marzo.

## Antefatti
In un'intervista del 2017 con NME, Dave rivelò che stava lavorando al suo album di debutto, inizialmente previsto per il 2018, affermando::

## Descrizione
Psychodrama è stato definito un "concept album" e si compone di tre atti; il primo è stato definito come "ambiente", il secondo di "relazioni", mentre il terzo come "bussola sociale". L'album affronta una serie di problemi, concentrandosi in particolare sulle lotte di Dave con la salute mentale, ovvero la depressione. La traccia d'apertura inizia con Dave che parla con un terapeuta, una costante in tutto l'album. Altri temi includono le relazioni tese di Dave, la scarsa educazione, l'assenza di suo padre e l'impatto che ha avuto su di lui, e questioni come l'abuso domestico e la disuguaglianza razziale. Dave ha detto che gran parte dell'ispirazione dell'album proviene dal fratello maggiore, Christopher, che sta scontando la vita in prigione. I temi della psicoterapia provenivano dallo stesso tipo di terapia che suo fratello riceve in carcere.
La canzone di 11 minuti, Lesley, descrive la storia di una donna che attraversa una relazione violenta; Dave descrive la canzone come "una storia su qualcuno che ha perso completamente il personaggio essendo con qualcuno che non è buono per loro".

## Singoli
Il 21 febbraio 2019, è stato pubblicato il primo singolo Black, mentre il 7 marzo è uscito Streatham, il secondo singolo.

## Accoglienza
| Recensione           | Giudizio |
| -------------------- | -------- |
| Metacritic           | 97/100   |
| AnyDecentMusic?      | 8.8/10   |
| Complex              | [ 17 ]   |
| The Guardian         | [ 1 ]    |
| Highsnobiety         | 4.5/5    |
| The Independent      | [ 19 ]   |
| The Line of Best Fit | 9.5/10   |
| Mic Cheque           | 9/10     |
| NME                  | [ 22 ]   |

L'album è stato acclamato dalla critica musicale. Alexis Petridis del The Guardian ha lodato l'album, definendolo: l'album rap più audace e migliore di tutta una generazione. Petridis ha descritto i testi di Dave come intelligenti, riflessivi, risoluti e autocoscienti.
The Independent, lo ha etichettato tra "gli album più riflessivi, commoventi e necessari del 2019 finora", complimentandosi con il concept dell'album e il contenuto lirico: "I brani sono allo stesso tempo astuti e profondamente personali nel modo in cui catturano le vignette della vita quotidiana e le trasformano in importanti lezioni".
Sam Higgins di The Line of Best Fit lo ha descritto come "un disco che è intensamente soffocante", concludendo: "Psychodrama non è un album per alzarsi e rallegrarsi. Apprezzi il sangue, il sudore e le lacrime che sono entrati nella prosa. Sono 51 minuti di musica straordinariamente potenti, a differenza di quanto pubblicato quest'anno. Siamo davvero alla presenza di qualcuno che guida una straordinaria generazione di rap nel Regno Unito e non ho dubbi che lo ricercheremo come un'opera d'arte fondamentale in questo movimento".
Anche Carl Anka di NME ha assegnato all'album 5 stelle su 5, definendolo un "capolavoro", "audace e stimolante" e "il tipo di disco che viene raramente".
Per Complex, Natty Kasambala ha scritto che "per un disco che affronta temi così pesanti, è ancora incredibilmente ascoltabile e muovendosi costantemente attraverso ritmi diversi è il tuo interesse"; inoltre, ha lodato i testi dell'album, la produzione e il flow di Dave.

## Tracce
1. Psycho – 4:09 (testo: David Orobosa Omoregie, Kyle Evans, Maggie Eckford, Josh Williams, Alexi von Guggenburg)
2. Streatham – 3:26 (testo: Omoregie, Nana Rogues)
3. Black – 3:48 (testo: Omoregie, Smith)
4. Purple Heart – 2:44 (testo: Omoregie, Evans, Natalie Stewart, Lonnie Lynn, Scott Storch, Marsha Ambrosius)
5. Location (feat. Burna Boy) – 4:01 (testo: Omoregie, Damini Ogulu, Jonathan Mensah)
6. Disaster (feat. J Hus) – 4:00 (testo: Omoregie, Momodou Jallow, Ikeoluwa Tobi Oladigbolu)
7. Screwface Capital – 4:13 (testo: Omoregie, Smith, Tyrell Paul, Setlam Woldehaimanot)
8. Environment – 3:23 (testo: Omoregie, Smith)
9. Lesley (feat. Ruelle) – 11:08 (testo: Omoregie, Smith, Eckford, James Napier)
10. Voices – 3:18 (testo: Omoregie, Smith, McCulloch Sutphin, Keith Askey, Jacob Reske)
11. Drama – 7:04 (testo: Omoregie, Eckford, Williams, von Guggenburg)

## Classifiche

### Classifiche settimanali
| Classifica (2019-22) | Posizione massima |
| -------------------- | ----------------- |
| Belgio (Fiandre)     | 169               |
| Danimarca            | 31                |
| Irlanda              | 6                 |
| Paesi Bassi          | 26                |
| Regno Unito          | 1                 |
| Scozia               | 8                 |

### Classifiche di fine anno
| Classifica (2019) | Posizione |
| ----------------- | --------- |
| Irlanda           | 45        |
| Regno Unito       | 22        |
| Classifica (2020) | Posizione |
| Irlanda           | 46        |
| Regno Unito       | 46        |
| Classifica (2021) | Posizione |
| Regno Unito       | 80        |
| Classifica (2021) | Posizione |
| Regno Unito       | 56        |